# Musée de la République serbe
Le musée de la République serbe (en serbe cyrillique : Музеј Републике Српске ; en serbe latin : Muzej Republike Srpske) est situé à Banja Luka, la capitale de la république serbe de Bosnie, en Bosnie-Herzégovine. Il a ouvert ses portes le 26 septembre 1930.

## Histoire
Le musée de la République serbe a été créé en 1930 sous le nom de Musée de la Banovine du Vrbas par le ban Svetislav Milosavljević et sur l'ordre du roi de Yougoslavie Alexandre 1er Karađorđević. Son premier directeur fut Spiridon Špiro Bocarić (1876-1941), un peintre originaire de Budva, qui s'attacha à y rassembler des collections ethnographiques et historiques jusqu'à la fin de sa vie. Par la suite le musée changea plusieurs fois de nom devenant le Musée de la Krajina de Bosnie puis, en 1992, le Musée de la République serbe. Il changea également plusieurs fois d'emplacement et, depuis 1982, il est installé dans les locaux de la Maison de la solidarité des travailleurs (en serbe cyrillique : Дом радничке солидарности ; en serbe latin : Dom radničke solidarnosti).

## Collections
Le musée de la République serbe dispose d'une surface de 3 700 m2, dont 1 500 sont consacrées aux collections permanentes. Il abrite environ 30 000 pièces et est composé de cinq départements : archéologie, histoire, ethnologie et ethnographie, histoire de l'art et sciences naturelles.

## Bibliothèque
Le musée dispose d'une bibliothèque comptant environ 14 000 ouvrages.